# 北河田町
北河田町（きたごうたちょう）は、愛知県愛西市の地名。字が5つある。

## 地理
旧佐織町中央部に位置する。東は古瀬町、西は諏訪町・持中町、南は諸桑町・南河田町、北は小津町に接する。

### 字一覧
（五十音順・読みはyahoo!地図による）
- 江田（えだ）
- 郷西（ごうにし）
- 郷東（ごうひがし）
- 郷前（ごうまえ）
- 蓮田（はすだ）

## 歴史

### 町名の由来
河田と称された場所が南北に分割されたうちの北側に位置することによる。

### 沿革
- 江戸時代 - 尾張国海東郡の尾張藩領佐屋代官所支配の北河田町として所在[7]。
- 1889年（明治22年） - 合併に伴い、藤浪村大字北河田となる[7]。同村役場は当地に設置される[7]。
- 1906年（明治39年） - 合併に伴い、佐織村大字北河田となる[7]。
- 1939年（昭和14年） - 町制施行に伴い、佐織町大字北河田となる[7]。
- 2005年（平成17年）4月1日 - 合併に伴い、愛西市北河田町となる。

## 世帯数と人口
2019年（令和元年）5月1日現在の世帯数と人口は以下の通りである。
| 町丁     | 世帯数  | 人口  |
| -------- | ------- | ----- |
| 北河田町 | 296世帯 | 750人 |

### 人口の変遷
国勢調査による人口の推移
| 2005年（平成17年） | 533人 | [ 8 ] |  |
| 2010年（平成22年） | 617人 | [ 1 ] |  |
| 2015年（平成27年） | 654人 | [ 9 ] |  |

## 小・中学校の学区
市立小・中学校に通う場合、学区は以下の通りとなる。
| 番・番地等 | 小学校               | 中学校             |
| ---------- | -------------------- | ------------------ |
| 全域       | 愛西市立北河田小学校 | 愛西市立佐織中学校 |

## 交通

### バス
- 愛西市巡回バス（2020年4月1日現在）[11]

|     | 停留所名       | ルート |
| --- | -------------- | ------ |
| 119 | 北河田         | 佐織南 |
| 120 | 西八幡団地     | 佐織南 |
| 124 | 北河田小学校西 | 佐織南 |

### 道路
- 愛知県道121号津島稲沢線[5]

## 施設
- 愛西市立北河田小学校[5]
- 神明社[5]
- 真宗大谷派厳浄寺[5]

## その他

### 日本郵便
- 郵便番号 : 496-8008[3]（集配局：津島郵便局[12]）。